# São João do Oeste
São João do Oeste este un oraș în Santa Catarina (SC), Brazilia.